# پپینو اسپادارو
پپینو اسپادارو (ایتالیایی: Peppino Spadaro؛ ۶ اوت ۱۸۹۸ – ۲۰ نوامبر ۱۹۵۰) بازیگر اهل ایتالیا بود.
از فیلم‌ها یا برنامه‌های تلویزیونی که وی در آن نقش داشته‌است می‌توان به واکسی، احساس مالکیت، ۱۸۶۰ و تاکسی شب اشاره کرد.